# Deutsch-Polnischer Zollkrieg

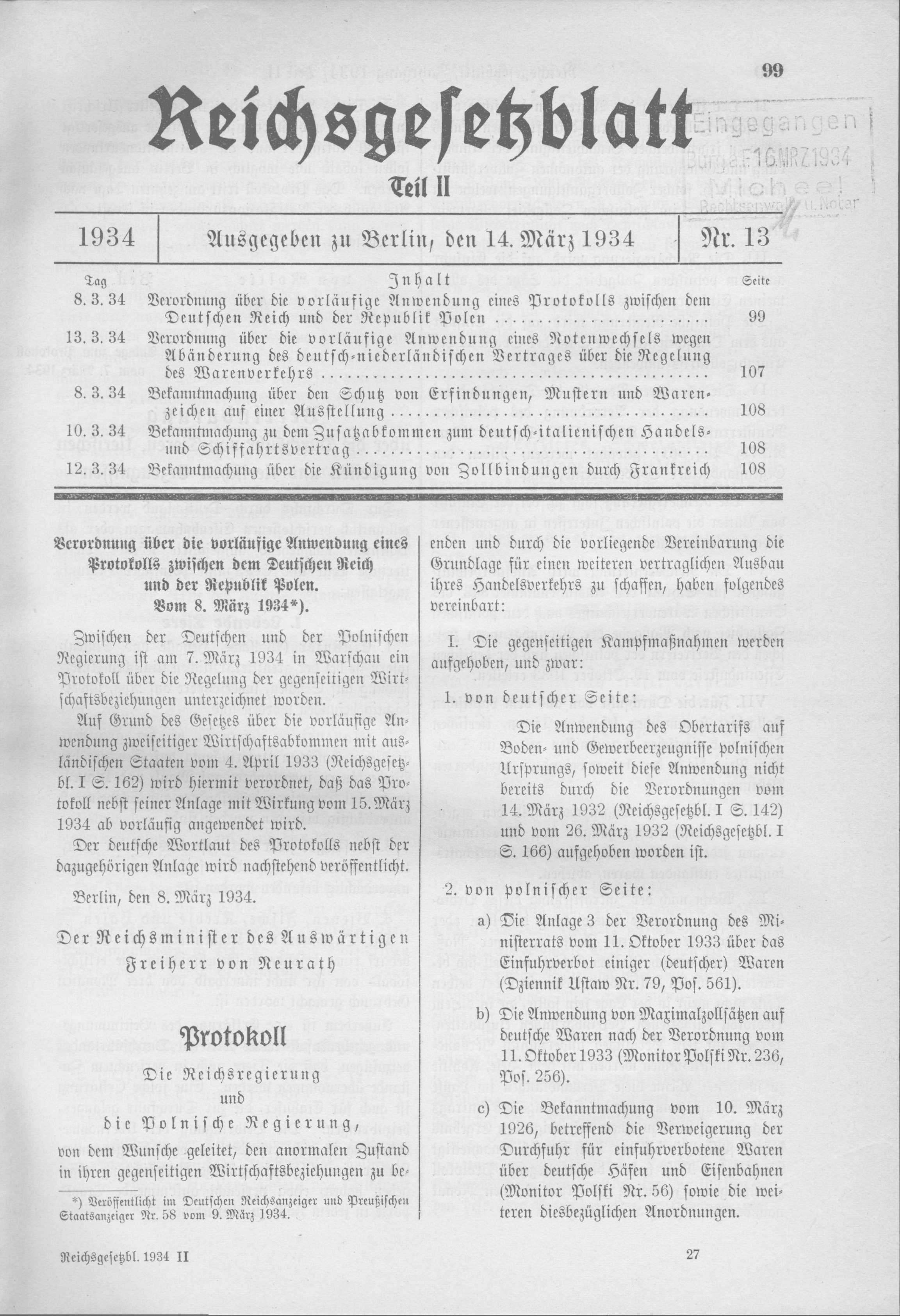
Verordnung über die vorläufige Anwendung eines Protokolls zwischen dem Deutschen Reich und der Republik Polen vom 8. März 1934

Der deutsch-polnische Zollkrieg war eine von 1925 bis 1934 andauernde wirtschaftspolitische Auseinandersetzung zwischen Deutschland und Polen.
Nach dem Ersten Weltkrieg wurde 1922 Oberschlesien geteilt. Nach der Grenzziehung befanden sich die Kohlegebiete auf polnischer Seite.
Im Juni 1924 wurde von der polnischen Regierung ein Gesetz verabschiedet, bei dem hohe Importzölle festgelegt wurden, um die heimische Produktion zu schützen. Gleichzeitig wurden für andere Länder ermäßigte Zolltarife festgelegt. Am 20. Juni 1925 wurden von polnischer Seite Einfuhrverbote erlassen, nachdem am 15. Juni der im Versailler Vertrag vereinbarte zollfreie Grenzverkehr ausgelaufen war.
Man hoffte in Deutschland, politische Zugeständnisse von Polen vor allem in Hinsicht auf eine partielle Revision der deutsch-polnischen Grenze (polnischer Korridor, Freie Stadt Danzig, Oberschlesien) zu erreichen, indem man seinerseits ein Einfuhrverbot für polnische Kohle erließ. Man nahm dabei auch das Risiko eines „Zollkrieges“ in Kauf. Deutschland war zu dieser Zeit ein bedeutender Handelspartner Polens und importierte zwei Drittel der polnischen Kohle. Unter großen Anstrengungen baute Polen daraufhin 1926–33 eine 600 Kilometer lange Eisenbahnlinie, die „Kohlenmagistrale“ (Magistrala węglowa) für den Transport oberschlesischer Kohle zum neu ausgebauten polnischen Ostsee- und Exporthafen Gdingen (Gdynia).
Trotz schwerer wirtschaftlicher Auswirkungen in der ersten Zeit konnte Polen damit mittelfristig auf andere ausländische Märkte wie Großbritannien oder Schweden ausweichen und die Verluste zum Teil ausgleichen. Bereits im Juli 1925 war auf deutscher Seite von einem Zollkrieg die Rede. Nach Verhandlungen zwischen dem deutschen Gesandten in Warschau Ulrich Rauscher und dem polnischen Verhandlungsführer Juliusz Twardowski von Skrzypna Ogończyk (1874–1945) wurde am 31. März 1930 ein Handelsvertrag geschlossen, der die Streitigkeiten beenden sollte. Der Vertrag wurde aber nicht ratifiziert.
Am 7. März 1934 wurde das Zollfriedensprotokoll verabschiedet und am 4. November 1935 wurden die deutsch-polnischen Beziehungen durch einen Handelsvertrag normalisiert.